# Gein (stacja metra)

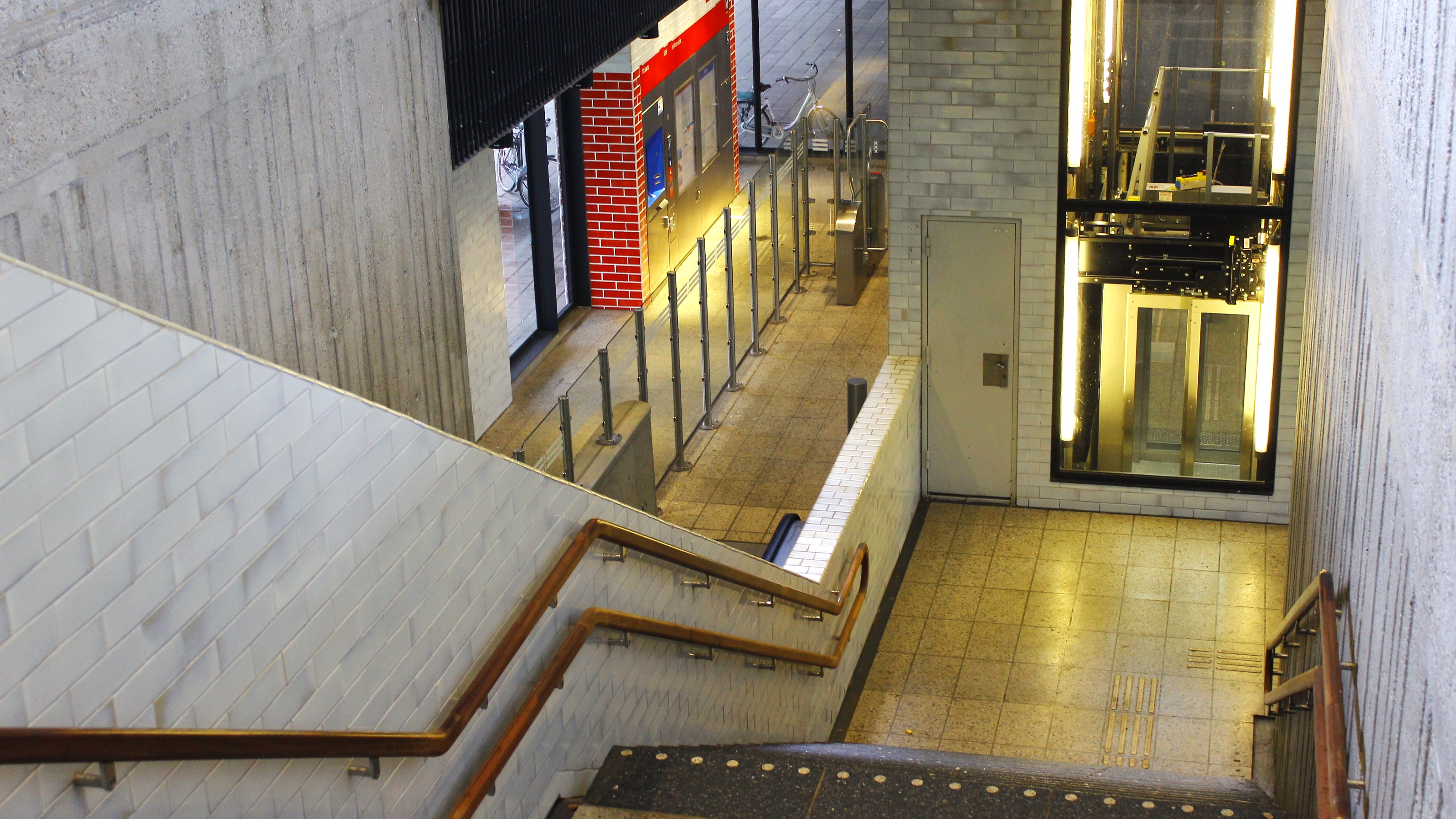

Gein – stacja metra w Amsterdamie, położona na linii 50 (zielonej) i 54 (żółtej). Została otwarta 27 sierpnia 1982. Znajduje się w dzielnicy Amsterdam-Zuidoost i obsługuje dzielnice mieszkalną Gein. Jest stacją końcową.